# فرودگاه بوندیالی
فرودگاه بوندیالی (به انگلیسی: Boundiali Airport) یک فرودگاه با کد یاتا BXI است . این فرودگاه در کشور ساحل عاج قرار دارد .